# هیتوشی ایواکی
هیتوشی ایواکی (انگلیسی: Hitoshi Iwaaki؛ زادهٔ ۲۸ ژوئیهٔ ۱۹۶۰) مانگاکا اهل ژاپن است.
وی همچنین برندهٔ جوایزی همچون جایزه مانگای کودانشا، جایزه فرهنگی تزوکا اوسامو، و جشنواره هنرهای رسانه‌ای ژاپن شده است.